# BIOS de Gerenciamento do Sistema
BIOS de Gerenciamento do Sistema, em inglês  System Management BIOS (SMBIOS), é uma especificação que define estruturas de dados (e métodos de acesso) que podem ser usados para ler informações armazenadas no BIOS de um computador. Por volta de 1999, ela se tornou parte do domínio da Distributed Management Task Force (DMTF). Antes desta integração, a funcionalidade do SMBIOS tinha o nome de DMIBIOS, uma vez que interagia com a Desktop Management Interface (DMI). Aproximadamente no mesmo período a Microsoft começou a exigir que fabricantes de OEMs e BIOS suportassem a(o) interface/conjunto de dados afim de obter a certificação da Microsoft.